# Big Eden
Big Eden (bra: De Volta ao Paraíso) é uma comédia cinematográfica romântico-dramática escrita e dirigida por Thomas Bezucha. O filme ganhou prêmios de vários festivais de cinema LGBT, e foi nomeado para o prêmio de Melhor Lançamento Limitado no GLAAD Media Awards de 2002.

## Sinopse
Henry Hart, um artista gay de sucesso de Nova Iorque que retorna à Big Eden, sua pequena cidade natal em Montana para cuidar de seu avô adoecido. Henry é recebido calorosamente pelos habitantes, que estão todos cientes de sua sexualidade e o apoiam completamente (o enredo e diálogo do filme são notavelmente desprovidos de conteúdo homofóbico). Porém, durante os meses de sua estadia, Henry é forçado a confrontar seus sentimentos não resolvidos por seu amigo da época de escola, Dean Stewart, estando simultaneamente completamente desatento aos sentimentos de Pike Dexter, o tímido dono indígena do armazém da cidade.

## Elenco
- Arye Gross como Henry Hart
- Eric Schweig como Pike Dexter
- Tim DeKay como Dean Stewart
- Louise Fletcher como Grace Cornwell
- Corinne Bohrer como Anna Rudolph
- George Coe como Sam Hart
- Nan Martin como Esther Thayer
- Veanne Cox como Mary Margaret Bishop

## Produção
Com a exceção da primeira cena em Nova Iorque, o filme foi completamente rodado em Montana, principalmente entorno e dentro do Parque Nacional Glacier. A escola está localizada em West Glacier, e as casas de Big Eden ficam nas margens do Lago McDonald.